# Choeromorpha subviolacea
Choeromorpha subviolacea är en skalbaggsart som beskrevs av Heller 1923. Choeromorpha subviolacea ingår i släktet Choeromorpha och familjen långhorningar.
Artens utbredningsområde är Filippinerna. Inga underarter finns listade i Catalogue of Life.